# Bengt Björklund (jurist)
Bengt Torbjörn Björklund, född 4 februari 1942 i Vittinge, död 8 april 2012, var en svensk jurist som var lagman i Mölndals tingsrätt från 1997 till 2008.
Björklund blev juris kandidat vid Uppsala universitet 1968. Han utsågs 19 juni 1997 till lagman i Mölndals tingsrätt, och hade fram till dess varit chefsrådman i Göteborgs tingsrätt.